# First Air Force
La First Air Force (Air Forces Northern) (1 AF-AFNORTH) è una forza aerea numerata dell'Air Combat Command (ACC) (United States Air Force). Il suo comando principale è nella Tyndall Air Force Base (Florida).
La sua missione essenziale è la difesa degli Stati Uniti d'America continentali (CONUS), delle Isole Vergini Americane e di Porto Rico. Tale missione può considerarsi uno sviluppo storico di quella già assegnata all'Air Defense Command, uno dei major commands delle United States Army Air Forces formato nel 1946.
La 1 AF, che è stata una delle quattro forze aeree numerate preesistenti alla seconda guerra mondiale ai tempi dell'United States Army Air Corps, è stata attivata il 18 dicembre 1940 presso la Mitchel Air Force Base di Long Island (New York) con la missione della difesa aerea delle regioni degli Stati Uniti nord-orientali e dei Grandi Laghi. Durante la guerra, assolse il compito primario di organizzare ed addestrare le unità combattenti prima del loro dispiegamento sui teatri operativi.
La 1 AF è comandata dal tenente generale William H. Etter. Il suo Command Chief Master Sergeant è il Chief Master Sgt. Ronald C. Anderson Jr.

## Sinossi
Il comando ha la responsabilità esclusiva di garantire la sovranità aerea e la relativa difesa degli Stati Uniti d'America continentali (CONUS), delle Isole Vergini Americane e di Porto Rico. Secondo la definizione di CONUS Region (CONR), la difesa aerea in termini di sorveglianza aerospaziale e controllo aerospaziale è prestata dal comando bi-nazionale NORAD.
La 1AF (AFNORTH) è anche la componente aerea specifica dello United States Northern Command (USNORTHCOM). La zona di competenza di USNORTHCOM comprende gli USA continentali, Alaska, Canada e Messico, con i relativi punti di ingresso per aria, terra e mare.
Il comando ha aspetti di unicità tanto come missione quanto come composizione. Con il trasferimento della competenza sulla difesa aerea dalla componente aeronautica in servizio attivo all'Air National Guard, la 1 AF è divenuta la prima forza aerea ad essere costituita prevalentemente da riservisti.

## Unità
La First Air Force è un'organizzazione dell'Air Combat Command dal 1º giugno 1992. Le unità che dipendono da essa sono dislocate in tutti gli Stati Uniti continentali.
Tali unità comprendono:
- Eastern Air Defense Sector (EADS), già Griffiss AFB, Rome (New York)
- Western Air Defense Sector (WADS), McChord AFB, Washington
- 601st Air and Space Operations Center (601 AOC), Tyndall AFB, Florida
- Air Force Rescue Coordination Center (AFRCC), Tyndall AFB, Florida
- Air Force National Security Emergency Preparedness Agency (AFNSEP), Tyndall AFB, Florida
- 1 AF Detachment 1, Winnipeg, Manitoba, Canada
- AFELM JADOC, Bolling AFB, Distretto di Columbia
- 722nd Air Defense Squadron (722 ADS), North Bay (Ontario), Canada.

In più, la 1 AF fornisce controllo operativo alle unità di caccia di difesa aerea in caso di allerta dell'Air National Guard:
- 119th Wing (119 WG), Fargo Airport, North Dakota, MQ-1 Predator, C-21A

Detachment 1, 119 FW, Langley AFB, Virginia
- 120th Fighter Wing (120 FW), Great Falls IAP, Montana, F-16 Fighting Falcon
- 125th Fighter Wing (125 FW), Jacksonville IAP, Florida, F-15 Eagle
- Detachment 1, 125 FW, Homestead ARS, Florida
- 142d Fighter Wing (142 FW), Portland IAP, Oregon, F-15 Eagle
- 144th Fighter Wing (144 FW), Fresno AP California, F-16 Fighting Falcon

Detachment 1, 144 FW, March ARB, California
- 147th Reconnaissance Wing (147 RW), Ellington ANG Base, Texas, MQ-1 Predator, C-26 Metroliner
- 148th Fighter Wing (148 FW), Duluth IAP, Minnesota, F-16 Fighting Falcon
- 158th Fighter Wing (158 FW), Burlington AP, Vermont, F-16 Fighting Falcon
- 177th Fighter Wing (177 FW), Atlantic City AP, New Jersey, F-16 Fighting Falcon

Unità non combattenti:
- 101st Information Operations Flight (101 IOF), Salt Lake City IAP, Utah
- 254th Combat Communications Group (254 CCG), Garland (Texas)

## Storia
La First Air Force, che è stata una delle quattro forze aeree numerate originali, fu attivata come Northeast Air District della GHQ Air Force il 18 dicembre 1940, presso Mitchel Field, Long Island (stato di New York). Fu rinominata First Air Force il 9 aprile 1941 con la scopo istituzionale di difendere le zone statunitensi del nordest e dei Grandi Laghi.

### Seconda guerra mondiale

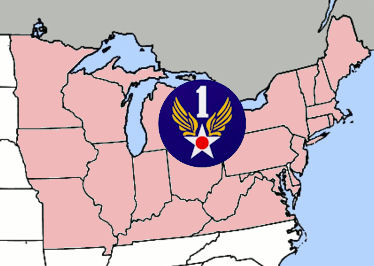
La porzione di USA presidiata dalla First Air Force, Seconda guerra mondiale

Nei mesi iniziali dopo l'attacco di Pearl Harbor, la First Air Force organizzò quello che poi sarebbe divenuto il nucleo dell'Army Air Forces Antisubmarine Command (AAFSC), traendo il grosso delle forze dal I Bomber Command per fronteggiare la minaccia degli U-Boat tedeschi lungo la costa atlantica. L'AAFSC avrebbe nel tempo allargato la sua missione a golfo del Messico e Caraibi finché l'attività antisommergibile non venne assunta completamente dalla US Navy a metà del 1943.
A partire dal maggio 1942, la missione della First Air Force divenne occuparsi dell'addestramento operativo di unità ed equipaggi, e dell'addestramento per le sostituzioni individuali di addetti a operazioni di bombardamento, caccia e ricognizione. Le furono assegnati i brevettati delle scuole di volo dell'Army Air Forces Training Command; addestramento navigatori; scuole di artiglieria flessibile e varie scuole tecniche, li organizzò nei gruppi di combattimento e squadroni appena istituiti, e fornì addestramento per unità operative (OTU) e addestramento per sostituzione (RTU) per preparare gruppi e rimpiazzi per il dispiegamento all'estero nei teatri di combattimento. La First Air Force divenne prevalentemente un'organizzazione OTU e RTU per la caccia. Molti gruppi da caccia su Republic P-47 Thunderbolt furono addestrati dal I Fighter Command, assieme a gruppi su P-39/P-63 Airacobra; gruppi su Douglas C-47 Dakota/Skytrain e poi Curtiss C-46 Commando a cura del I Troop Carrier Command.

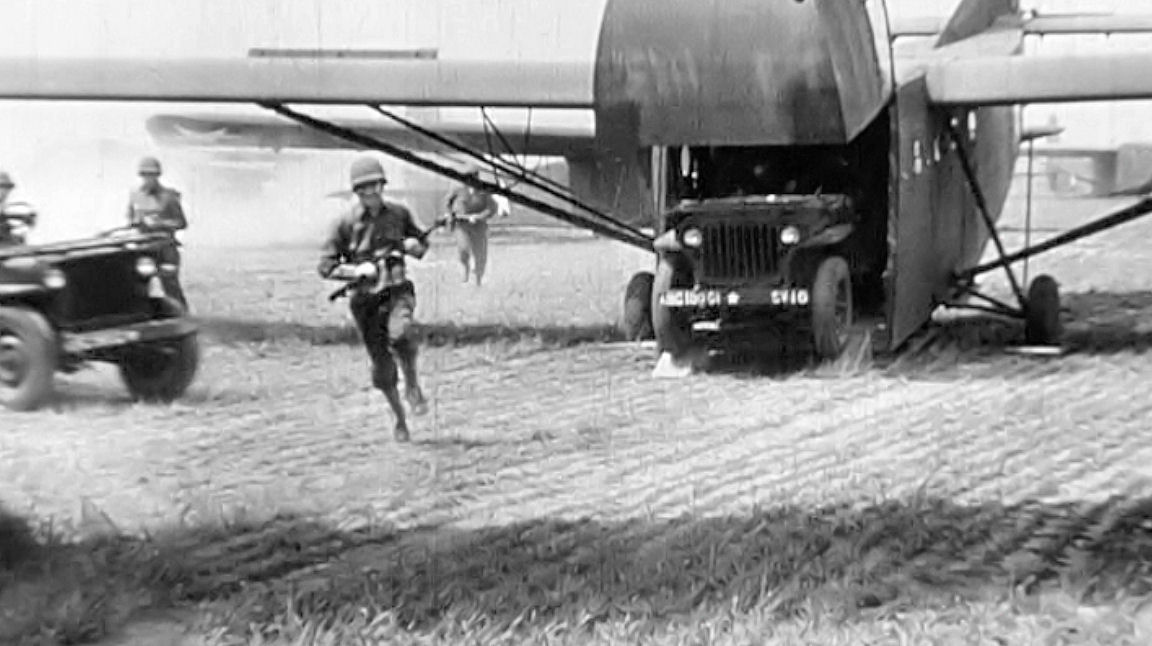
Carolina del Nord, 1942. Aviosbarco addestrativo di uomini e mezzi presso il I Troop Carrier Command

Intorno al 1944, la maggior parte dell'addestramento operativo di gruppi terminò, e il comando si concentrò sull'addestramento individuale di rincalzi usando le Army Air Force Base Units (AAFBU) come enti addestrativi presso i campi di volo presidiati dalla First Air Force.
Si organizzarono anche Air Defense Wings ("stormi di difesa aerea") per le più importanti aree metropolitane lungo la costa nordorientale, usando le unità addestrative aggregate agli stormi. Nel 1944 la probabilità di un attacco lungo il litorale orientale era remota, e questi stormi di difesa aerea continuarono ad esistere solo sulla carta.
Nel 1944 la parte prevalente dell'USAAF era impegnata in operazioni di combattimento in varie parti del mondo, come nel caso dell'Eighth Air Force in Europa e della Twentieth Air Force nel Pacifico. Le unità addestrative situate negli Stati Uniti (noti come Zone of the Interior, o "ZI") sotto la First, Second, Third e Fourth Air Force furono tutte poste sotto il comando unificato delle Continental Air Forces (CAF) il 13 dicembre 1944, mentre le Numbered Air Forces divennero comandi dipendenti dal CAF.

### Air Defense Command
Nel marzo 1946 il comandante generale USAAF Carl Spaatz aveva avviato una radicale riorganizzazione dell'aeronautica post-bellica e segnatamente aveva istituito i Major Commands (MAJCOM), alle dirette dipendenze del comando generale delle United States Army Air Forces. L'ente Continental Air Forces fu accantonato, e la First Air Force fu assegnata all'Air Defense Command post-bellico nel marzo 1946 e poi nel dicembre 1948 al Continental Air Command (ConAC), orientato prevalentemente alla difesa aerea.
Al comando fu inizialmente affidata la regione degli Stati del New England, assieme a quelli di New York e New Jersey. Con la disattivazione dell'ADC Eleventh Air Force il 1º luglio 1948 per limitazioni di bilancio, la zona di competenza di questo comando fu ampliata ricomprendendo gli Stati del Midwest superiore di Michigan e Ohio, assieme alla zona del Medio-Atlantico a sud del confine tra Carolina del Nord e Virginia.
Nel 1949 le unità di Air National Guard ed Air Force Reserve furono poste sotto il comando della First Air Force, e le relative unità in servizio attivo furono riassegnate alla Eastern Air Defense Force (EADF, "Forza di difesa aerea orientale") o delle divisioni aeree 30ª, 32ª o 26ª.
Il comando fu disattivato il 23 giugno 1958 per esigenze di bilancio, e le unità dipendenti vennero riorganizzate sotto il ConAc.
La First Air Force fu riattivata presso Stewart Air Force Base, Newburgh (New York), il 20 gennaio 1966 poiché erano stati disattivati gli ADC Air Defense Sectors ("Settori di difesa aerea" ADC). La First Air Force divenne competente per le divisioni aeree (già appartenute all'ADC) 21ª, 33ª, 34ª, 35ª, e 36ª, dislocate principalmente nelle regioni USA del nordest e Midwest superiore. Le fu affidata anche la difesa aerea di Groenlandia, Islanda e parzialmente del Canada. In luglio 1968 la First Air Force era nuovamente preposta alla difesa aerea di tutto il litorale orientale, proprio come nella Seconda guerra mondiale.
Il 16 gennaio 1968 l'Air Defense Command fu rinominato Aerospace Defense Command (ADCOM) nell'ambito di una ristrutturazione dell'USAF. Tuttavia il secondo periodo di servizio della First Air Force durò poco, e il 31 dicembre 1969 il comando fu nuovamente disattivato nel quadro di una importante riorganizzazione ADCOM delle Air Forces: First, Fourth e Tenth, oltre a numerose Air Divisions ("Divisioni aeree"). Questa riorganizzazione conseguì alla necessità di eliminare i livelli intermedi di comando nell'ADCOM per effetto sia di riduzioni di bilancio, sia dell'idea che vi fosse un minor bisogno di difendere il continente americano da eventuali attacchi aerei sovietici.
Le unità che erano state dipendenti dalla First Air Force furono riassegnate principalmente alle divisioni aeree 20ª, 21ª o 23ª.

### Tactical Air Command
Nell'ambito di un riallineamento degli strumenti militari, ADCOM fu riorganizzata il 1º ottobre 1979. Le risorse atmosferiche di difesa (intercettori e radar di allertamento) di ADCOM furono riassegnati al Tactical Air Command (TAC). Per effetto di tale dislocazione molte unità di Air National Guard che avevano una missione di difesa aerea passarono a loro volta sotto il controllo del TAC, che istituì una componente, di livello pari ad una divisione aerea, denominata Air Defense, Tactical Air Command (ADTAC).
Il 6 dicembre 1985 il comando generale USAF riattivò la First Air Force presso la Langley Air Force Base (Virginia), subordinandola al Tactical Air Command. Alla 1AF fu assegnata la missione di fornire, addestrare ed equipaggiare forze ADTAC idonee al combattimento, per garantire la difesa aerea del continente nordamericano.
Dal momento della riattivazione, la First Air Force era composta di unità dell'aeronautica in servizio attivo e dell'Air National Guard. Per la peculiarità della sua missione e dovendosi occupare di due nazioni, la First Air Force ha un rapporto di stretta collaborazione con le forze canadesi. Personale canadese opera nel comando principale della First Air Force di Tyndall Air Force Base (Florida), ed in vari settori regionali di difesa aerea sparsi per gli Stati Uniti.
L'attivazione delle Continental United States North American Aerospace Defense Regions (1 ottobre 1986) diede luogo ad una rinnovata struttura del NORAD bi-nazionale, creato circa 30 anni prima. Sebbene l'USAF avesse già disattivato l'Aerospace Defense Command, la regione degli USA continentali, assieme alle regioni dell'Alaska e del Canada fornirono in comando ed un sistema operativo migliorati per la difesa aerea nordamericana.

### Air National Guard
Negli anni successivi alla sua terza attivazione, gran parte della competenza sulla difesa della sovranità aerea americana passò all'Air National Guard. Inoltre, la riorganizzazione della struttura di comando dell'aeronautica USA vide l'assegnazione della difesa aerea al Tactical Air Command e poi, al suo successore, Air Combat Command.
Negli anni 1970 e 1980, il ruolo dell'Air National Guard nella difesa del Nord America si accrebbe. Tale cambio di ruolo fu accompagnato da discussioni tra Air Force attiva e Air National Guard a proposito delle rispettive prerogative.
Con il progressivo ridimensionamento della guerra fredda e l'applicazione di tagli di bilancio, sempre più missioni precedentemente svolte dalle forze attive presero ad essere trasferite alle componenti della riserva. Già negli anni 1990, il 90% delle missioni di difesa aerea erano gestite dall'Air National Guard.
Nell'ottobre 1997 la First Air Force divenne una forza aerea numerata prevalentemente sostenuta dall'Air National Guard, cui si affidava la difesa aerea del continente nordamericano. Oggi la First Air Force è composta soprattutto di membri dell'Air National Guard. Il suo comando principale è presso la Tyndall Air Force Base, in Florida. Comprende 10 stormi caccia dell'Air National Guard e due settori di difesa aerea per le regioni est ed ovest del paese.

### Cronologia
- Istituita come Northeast Air District il 19 ottobre 1940

Riattivata il 18 dicembre 1940.
Rinominata: 1 Air Force il 26 marzo 1941
Rinominata: First Air Force il 18 settembre 1942
Accantonata il 23 giugno 1958
- Attivata il 20 gennaio 1966

Organizzata il 1º aprile 1966
Disattivata il 31 dicembre 1969
- Attivata il 6 dicembre 1985, incorporando risorse di Air Defense, Tactical Air Command (disattivato)

Rinominata First Air Force (ANG) il 1º ottobre 1995
Rinominata First Air Force (Air Forces Northern) il 1º novembre 2007.

### Comandi sovraordinati
- General Headquarters Air Force (successivamente, Air Force Combat Command), 18 dicembre 1940
- Eastern Theater of Operations (later, Eastern Defense Command), 24 dicembre 1941
- United States Army Air Forces, 17 settembre 1943
- Continental Air Forces, 16 aprile 1945
- Air Defense Command, 21 marzo 1946
- Continental Air Command, 1º dicembre 1948 – 23 giugno 1958
- Air (successivamente, Aerospace) Defense Command, 20 gennaio 1966 – 31 dicembre 1969
- Tactical Air Command, 6 dicembre 1985
- Air Combat Command, 1º giugno 1992 – oggi

### Componenti principali
- 15 Tactical Reconnaissance Squadron: 3 febbraio 1946.
- 1 Sea Search Attack Group (Medium): novembre 1943-10 aprile 1944.

#### Comandi
- 1 Air Force Service (successivamente, 1 Air Force Base; 1 Base): 1 ottobre 1941 – 13 maggio 1942
- 1 Air Support (successivamente, I Air Support; I Ground Air Support) Command: 1 settembre 1941 – 17 agosto 1942
- 1 Bomber (successivamente, I Bomber) Command: 5 settembre 1941 – 15 ottobre 1942
- 1 Bomber Command: 24 agosto 1943 – 21 marzo 1946
- 1 Interceptor (successivamente, I Interceptor; I Fighter) Command: 5 giugno 1941 – 21 marzo 1946
- XVI Air Force Service: 27 dicembre 1946 – 1º aprile 1949
- XVII Air Force Service: 1 luglio 1948 – 23 febbraio 1949
- XIX Air Force Service: 13 agosto 1948 – 23 febbraio 1949.

#### Forze
- Air Forces Iceland: 6 dicembre 1985 – 31 maggio 1993

#### Divisioni aeree
- 3d Air Division (in precedenza, 98 Bombardment Wing; 3 Bombardment Wing): 20 dic 1946 – 27 giu 1949
- 4th Air Division (in precedenza, 4 Combat Bombardment; 4 Bombardment Wing): 20 dic 1946 – 27 giu 1949
- 90th Air Division (in precedenza, 90 Reconnaissance Wing): 20 dic 1946 – 27 giu 1949
- 91st Air Division (dic, 91 Reconnaissance Wing): 20 dic 1946 – 27 giu 1949
- 12th Air Division: 1 lug 1948 – 23 feb 1949
- 69th Air Division: 1 lug 1948 – 23 feb 1949
- 26th Air Defense (successivamente, 26 Air) Division: 16 nov 1948 – 1 apr 1949; 16 nov 1949 – 1 set 1950 (distaccata 8 dic 1949 – 1 set 1950); 6 dic 1985 – 30 set 1990
- 32d Air Division: 8 dic 1949 – 1 set 1950 (distaccata 8 dic 1949 – 19 feb 1950); 1 lug 1968 – 31 dic 1969

- 21st Air Division: 1 apr 1966 – 31 dic 1967
- 33d Air Division: 1 apr 1966 – 19 nov 1969
- 34th Air Division: 1 apr 1966 – 31 dic 1969
- 35th Air Division: 1 apr 1966 – 19 nov 1969
- 36th Air Division: 1 apr 1966 – 30 set 1969
- 37th Air Division: 1 apr 1966 – 1 dic 1969
- 29th Air Division: 15 settembre – 19 novembre 1969
- 23d Air Division: 19 novembre – 1º dicembre 1969; 6 dic 1985 – 1 lug 1987
- 24th Air Division: 6 dic 1985 – 30 set 1990
- 25th Air Division: 6 dic 1985 – 30 set 1990

#### Distretti
- 1 Air Reserve District: 1 dicembre 1951 – 1 aprile 1954

#### Centri
- 1 Airborne Engineer Aviation Unit Training Center: 1 aprile 1943 – 10 aprile 1944
- Combined Air Defense Training Center: 4 agosto 1943 – 15 luglio 1944
- Eastern Signal Aviation Unit Training Center: 12 marzo 1943 – 12 febbraio 1944
- USAF Air Defense Weapons Center: 6 dicembre 1985 – 12 settembre 1991
- 601 Air and Space Operations Center: 1º novembre 2007 – oggi
- Air Force Rescue Coordination Center: 27 aprile 2007 – oggi

#### Settori
- Northwest Air Defense Sector, 1º ottobre 1990 – 31 dicembre 1994
- Western Air Defense Sector, 1º gennaio 1995–oggi
- Southeast Air Defense Sector, 1º ottobre 1990 – 31 dicembre 1994
- Southwest Air Defense Sector, 1º ottobre 1990 – 31 dicembre 1994

#### Stormi
- 551st Airborne Early Warning and Control Wing, 1º aprile 1966 – 4 dicembre 1969

### Stazioni
- Mitchel Field, New York, 18 dicembre 1940
- Fort Slocum (successivamente, Slocum AFB), New York, 3 giugno 1946
- Mitchel AFB, New York, 17 ottobre 1949 – 23 giugno 1958
- Stewart AFB, New York, 1º aprile 1966 – 31 dicembre 1969
- Langley AFB, Virginia, 6 dicembre 1985
- Tyndall AFB, Florida, 12 settembre 1991 – oggi